# Marty Ingels
Martin Ingerman, känd professionellt som Marty Ingels, född 9 mars 1936 i Brooklyn i New York, död 21 oktober 2015 i Los Angeles-stadsdelen Tarzana i Kalifornien, var en amerikansk skådespelare, komiker, komedisketchförfattare och teateragent. Han var bland annat känd för att medverka i sitcomserien I'm Dickens, He's Fenster, där han spelade rollen som Arch Fenster. Han medverkade också i The Dick Van Dyke Show och Bewitched.
Ingels var gift två gånger: Första gången med Jean Marie Frassinelli från 1960 till 1969, och andra gången med sångerskan och skådespelerskan Shirley Jones från 1977 fram till sin död år 2015. Ingels och Jones separerade år 1999, men flyttade åter ihop ett halvår senare. Han var styvfar till Jones tre söner från hennes tidigare äktenskap med skådespelaren Jack Cassidy. Två av dem är Shaun och Patrick Cassidy, som båda arbetar inom musik- och skådespelarbranschen.

## Filmografi (i urval)

### Filmer
- 1961 – Huller om buller
- 1961 – Självmordspatrullen
- 1962 – Åh, vilken löjtnant
- 1964 – Vild och underbar
- 1967 – The Busy Body
- 1967 – Guide för gifta män
- 1968 – For Singles Only
- 1969 – Om det är tisdag – då måste det vara Belgien
- 1975 – Linda Lovelace for President
- 1992 – Kärlekens ABC
- 1998 – Djungelboken: Mowglis äventyr (röst)
- 2008 – Parasomnia

### TV-serier
- 1961 – Follow the Sun (TV-serie)
- 1961–1962 – The Dick Van Dyke Show (TV-serie)
- 1962 – The Joey Bishop Show (TV-serie)
- 1962–1963 – I'm Dickens, He's Fenster (TV-serie)
- 1964 – Burke's Law (TV-serie)
- 1966 – Familjen Addams (TV-serie)
- 1966 – Bewitched (TV-serie)
- 1969–1971 – Cattanooga Cats (TV-serie) (röst)
- 1972 – Banacek (TV-serie)
- 1973 – The Rookies (TV-serie)
- 1973–1974 – Adam-12 (TV-serie)
- 1975 – The Ghost Busters (TV-serie)
- 1977 – CHiPs (TV-serie)
- 1978 – Kärlek ombord (TV-serie)
- 1982–1983 – Pac-Man (TV-serie) (röst)
- 1990 – Familjen Munster (TV-serie)
- 1990–1991 – Mord och inga visor (TV-serie)
- 1991–1992 – Darkwing Duck (TV-serie) (röst)
- 1997 – Baywatch (TV-serie)
- 1998 – Walker, Texas Ranger (TV-serie)
- 2006 – Cityakuten (TV-serie)
- 2010 – CSI: Crime Scene Investigation (TV-serie)
- 2013 – New Girl (TV-serie)